# Quý Bình
Lê Ngọc Bình (17 tháng 11 năm 1983 – 6 tháng 3 năm 2025), thường được biết đến với nghệ danh Quý Bình, là một nam diễn viên kiêm ca sĩ người Việt Nam. Xuất thân là một người lính thuộc lực lượng biên phòng, Quý Bình lựa chọn theo đuổi con đường diễn xuất và đảm nhận vai chính trong nhiều bộ phim như Nữ bác sĩ, Dù gió có thổi, Bước qua bóng tối, Quả tim máu, Bao giờ có yêu nhau. Anh đã đoạt giải quán quân của chương trình Tình Bolero vào năm 2016. Năm 2023, anh được phong tặng danh hiệu Nghệ sĩ ưu tú.

## Những năm đầu đời
Quý Bình tên đầy đủ là Lê Ngọc Bình, sinh ngày 17 tháng 11 năm 1983 tại Hóc Môn, Thành phố Hồ Chí Minh. Là con thứ tám trong một gia đình có chín anh chị em, bố mẹ làm nông và không ai theo nghệ thuật, nhưng ngay từ nhỏ anh đã bộc lộ năng khiếu diễn xuất. Sau khi tốt nghiệp lớp 12, Quý Bình đăng ký dự thi vào Trường Sân khấu – Điện ảnh nhưng vấp phải sự phản đối của gia đình; anh quyết định nhập ngũ vào năm 2002 và trở thành lính biên phòng ở Cần Giờ. Sau khi nhập ngũ, anh đạt danh hiệu Chiến sĩ thi đua xuất sắc, sau đó được chuyển về Bộ Chỉ huy Bộ đội Biên phòng Thành phố Hồ Chí Minh ở đường Cống Quỳnh, gần với Trường Sân khấu – Điện ảnh. Thời gian này, anh thuyết phục đơn vị cho học thêm nghề diễn viên nhưng vẫn thực hiện đầy đủ nghĩa vụ của một người lính. Quý Bình tham gia quân đội trong vòng hai năm và không rõ cấp bậc hàm.

## Sự nghiệp

### Diễn xuất
Khi đang theo học năm thứ hai, Quý Bình nhận được lời mời đóng vai thứ chính trong bộ phim 39 độ yêu, nhưng rồi bỏ vai vì lo ngại không đáp ứng được việc học. Sau khi tốt nghiệp, anh bắt đầu tham gia vai chính trong bộ phim đầu tay Nữ bác sĩ, và dần tách khỏi vai trò là chiến sĩ để tập trung theo đuổi nghệ thuật. Tác phẩm đã gây sốt khi khai thác bối cảnh một bệnh viện phụ sản, nơi chứng kiến những mảnh đời éo le; trong đó vai bác sĩ Khải của Quý Bình đã mang lại tên tuổi cho anh và giúp anh được nhiều nhà làm phim để mắt. Năm 2008, anh nhận giải vàng Liên hoan sân khấu thử nghiệm toàn quốc khi đại diện cho sân khấu 5B Võ Văn Tần. Năm 2009, anh tham gia phim Dù gió có thổi. Năm 2010, anh tham gia phim Cá Rô, em yêu anh!. Năm 2012, vai diễn Nhân Lì trong Bước qua bóng tối giúp anh nhận giải Cánh diều vàng hạng mục nam diễn viên chính phim truyền hình xuất sắc nhất.
Năm 2014, Quý Bình xuất hiện trong phim Quả tim máu với vai Tâm, vai diễn đã tạo hiệu ứng lớn đến mức mà sau khi xem, cha mẹ anh không nhìn mặt con suốt một tuần, còn các cháu né tránh anh vì ghét lây từ vai diễn. Đạo diễn Victor Vũ đánh giá Quý Bình là gương mặt hiếm hoi có thể khắc họa những thái cực tính cách chỉ qua đôi mắt. Vai diễn này đã giúp anh nhận được đề cử tại giải Mai Vàng cùng năm đó.
Năm 2016, anh vào vai Huy trong phim Bao giờ có yêu nhau do Dustin Nguyễn làm đạo diễn. Vai diễn mang về cho anh giải thưởng Nam diễn viên chính xuất sắc của Liên hoan phim Việt Nam lần thứ 20 và giải Nam diễn viên chính xuất sắc nhất phim điện ảnh của Hội Điện ảnh Thành phố Hồ Chí Minh cùng năm. Năm 2018, anh tham gia vở kịch Gương mặt kẻ khác, một trong những vở gây tiếng vang về phong cách thể nghiệm của sân khấu 5B Võ Văn Tần. Tác phẩm giúp Quý Bình đoạt huy chương vàng hạng mục Diễn viên xuất sắc ở Liên hoan kịch nói toàn quốc 2018. Năm 2022, anh nhận huy chương vàng hạng mục Diễn viên xuất sắc khi tham gia vở diễn Câu hát tìm nhau của Sân khấu Sen Việt tại Liên hoan Sân khấu Thủ đô 2022.
Năm 2023, Quý Bình được phong tặng danh hiệu Nghệ sĩ ưu tú. Lúc này, bệnh tình đã trở nặng, anh không thể tham dự lễ trao tặng danh hiệu diễn ra tại Nhà hát Lớn Hà Nội. Quý Bình từng nhờ người nhận bằng nghệ sĩ ưu tú thay mình nhưng ban tổ chức không cho phép; bằng nghệ sĩ ưu tú của anh đã được chuyển về Sở Văn hóa, Thể thao và Du lịch Thành phố Hồ Chí Minh. Cho đến khi qua đời, anh vẫn chưa nhận được tấm bằng chứng nhận danh hiệu này.

### Làm MC và thí sinh gameshow truyền hình
Năm 2016, Quý Bình tham gia chương trình Tình Bolero do Đài Truyền hình Vĩnh Long tổ chức và đoạt ngôi vị quán quân của cuộc thi với số điểm 79,75 điểm. Anh cũng giành thêm giải thưởng phụ "Ca sĩ được yêu thích". Cùng năm đó, anh cùng Trác Thuý Miêu làm MC chương trình Solo cùng Bolero. Từ năm 2015, anh dẫn chương trình Vầng trăng cổ nhạc và Chuông vàng vọng cổ cùng với Huỳnh Giao. Năm 2019, anh dẫn chương trình Thay lời muốn nói cùng với Thanh Phương, thay thế MC Quỳnh Hương sau 19 năm tham gia chương trình này. Anh cũng làm MC tại lễ trao Giải Mai Vàng trong các năm 2017 — 2021 cùng Phạm Hương và Hồng Phượng.

## Hoạt động khác
Ngày 3 tháng 7 năm 2017, Quý Bình cùng Đoàn Minh Tài khai trương nhà hàng mì cay Sasin tại xã Tân Thông Hội, huyện Củ Chi. Ngày 7 tháng 9 năm 2019, anh thành lập "Công ty Đầu tư & Phát triển Quý Bình" tại Thành phố Hồ Chí Minh. Công ty hoạt động đầu tư nhiều hạng mục từ giải trí, truyền thông, tổ chức sự kiện, du lịch, bất động sản. Ngày 29 tháng 10 năm 2020, Quý Bình tổ chức đêm nhạc "Gánh yêu thương" tại Thành phố Hồ Chí Minh để kêu gọi ủng hộ người dân miền Trung chịu ảnh hưởng bởi trận lũ lụt. Anh vận động được hơn 1 tỷ đồng sau khi phát động chương trình.

## Đời tư
Quý Bình từng có mối quan hệ tình cảm kéo dài tám năm với nữ diễn viên Lê Phương khi cả hai còn là sinh viên. Sau khi chia tay, Lê Phương và Quý Bình vẫn xem nhau là những người bạn, đồng nghiệp thân thiết. Ngày 14 tháng 12 năm 2020, Quý Bình tổ chức đám cưới với nữ doanh nhân Ngọc Tiền tại trung tâm Thành phố Hồ Chí Minh sau 3 năm hẹn hò. Cả hai quen nhau trong một chuyến công tác ở Phú Quốc. Đông đảo bạn bè và đồng nghiệp đến chúc mừng đám cưới của Quý Bình như Ngân Quỳnh, Vân Trang, Công Ninh. Trước đó cả hai tổ chức buổi lễ hằng thuận tại chùa Chơn Giác. Đến tháng 3 năm 2022, Quý Bình cho biết vợ đã sinh con trai đầu lòng đặt tên là Eric.

## Bệnh tật và qua đời
Vào trưa ngày 6 tháng 3 năm 2025, Quý Bình qua đời ở tuổi 42 vì u não. Anh được phát hiện đã mắc bệnh từ cuối năm 2020 và gần như dừng mọi hoạt động giải trí và trên mạng xã hội để dành thời gian điều trị bệnh. Lễ tang Quý Bình diễn ra tại Nhà tang lễ Bộ Quốc phòng tại Thành phố Hồ Chí Minh trong ngày 8 tháng 3 và lễ truy điệu diễn ra một ngày sau đó. Thi hài được hỏa táng tại Tháp Long Thọ, huyện Củ Chi; và tro cốt được rải xuống biển Cần Giờ.
Trong chương trình Thay lời muốn nói với chủ đề "Hơn một lời cảm ơn" kỷ niệm 25 năm phát sóng; chương trình đã dành một tiết mục âm nhạc "Sau này hãy gặp lại nhau khi hoa nở" do Phương Vy thể hiện để tưởng nhớ đến anh. Trong lễ cúng 49 ngày mất của nam diễn viên nhiều đồng nghiệp như Ngọc Huyền, Minh Luân, Đoàn Minh Tài và Thanh Thức đã đến chùa Đức Quang tham dự buổi lễ. Đến ngày 26 tháng 4 năm 2025, diễn ra lễ thủy táng rải tro cốt xuống biển Cần Giờ – nơi Quý Bình từng gắn bó lúc tham gia lực lượng biên phòng – theo di nguyện của anh.

## Danh sách phim và chương trình truyền hình

### Phim truyền hình
| Năm       | Tựa phim                      | Vai diễn                   | Đạo diễn                          | Kênh      | Ct.           |
| --------- | ----------------------------- | -------------------------- | --------------------------------- | --------- | ------------- |
| 2007      | Nữ bác sĩ                     | Khải                       | Song Chi                          | HTV9      | [ 57 ]        |
| 2007      | Luật giang hồ                 | Quân Thái                  | Xuân Phước                        | HTV7      | [ 10 ]        |
| 2008      | Con đường sáng                | Mười Cúc (Nguyễn Văn Linh) | Phạm Việt Thanh – Nguyễn Đức Việt | Hà Nội TV | [ 43 ]        |
| 2008      | Chuyện tình công ty quảng cáo | Nhật Quang                 | Lê Hùng Phương                    | HTV9      | [ 58 ]        |
| 2009      | Dù gió có thổi                | Hoài Biệt                  | Nguyễn Phương Điền                | HTV3      | [ 12 ]        |
| 2010      | Cá Rô, em yêu anh!            | Minh Trí                   | Nguyễn Phương Điền                | HTV3      | [ 13 ]        |
| 2012      | Ám ảnh                        | Lâm Tín                    | Phạm Ngọc Châu                    | HTV9      | [ 59 ]        |
| 2012      | Bìm bịp kêu chiều             | Lực                        | Trung Dân                         | THVL1     | [ 60 ]        |
| 2012      | Mưa đầu mùa                   | Thế Quân                   | Lê Hùng Phương                    | VTV9      | [ 61 ]        |
| 2012      | Bước qua bóng tối             | Nhân Lì                    | Hoàng Trung                       | HTV7      | [ 62 ]        |
| 2013      | Những đóa ngọc lan            | Toàn                       | Trương Dũng                       | VTV9      | [ 63 ]        |
| 2013      | Sông dài                      | Niễng                      | Trương Dũng                       | VTV9      | [ 64 ]        |
| 2014      | Chuyện tình hoa muống biển    | Phan Vinh                  | Trần Ngọc Phong                   | —         | [ 66 ]        |
| 2014      | Độc thân tuổi 30              | Sơn Phong                  | Xuân Cường                        | TodayTV   | [ 67 ]        |
| 2016      | Sông phố nhà ghe              | Hai Tấn                    | Trần Ngọc Phong                   | TodayTV   | [ 68 ]        |
| 2016      | Biệt thự trắng                | Minh Phạm                  | Bùi Ngọc Nam Phương               | THVL1     | [ 69 ]        |
| 2016      | Một thời ngang dọc            | Quốc Quân                  | Nguyễn Nhật Duy                   | HTV9      | [ 70 ]        |
| 2017      | Một đời giông tố              | Hiếu                       | Trương Dũng                       | THVL1     | [ 71 ]        |
| 2018      | Tơ duyên                      | Đen                        | Dương Nam Quan                    | VTV9      | [ 72 ]        |
| 2019–2022 | Trà táo đỏ (phần 1 & 2)       | Võ Hiếu                    | Võ Việt Hùng                      | THVL1     | [ 73 ] [ 74 ] |
| 2019–2022 | Trà táo đỏ (phần 1 & 2)       | Võ Hiếu                    | Chu Thiện                         | THVL1     | [ 73 ] [ 74 ] |

### Phim điện ảnh
| Năm  | Tựa phim             | Vai diễn  | Đạo diễn              | Ct.    |
| ---- | -------------------- | --------- | --------------------- | ------ |
| 2012 | Đam mê               | Ba Khởi   | Phi Tiến Sơn          | [ 75 ] |
| 2013 | Đường đua            | Lâm       | Nguyễn Khắc Huy       | [ 76 ] |
| 2014 | Năm sau con lại về   | Thiện     | Trần Ngọc Giàu        | [ 77 ] |
| 2014 | Nước 2030            | Giang     | Nguyễn Võ Nghiêm Minh | [ 78 ] |
| 2014 | Quả tim máu          | Tâm       | Victor Vũ             | [ 15 ] |
| 2014 | Tốc độ và đường cong | Nin       | Phan Minh             | [ 79 ] |
| 2016 | Bao giờ có yêu nhau  | Huy       | Dustin Nguyễn         | [ 17 ] |
| 2018 | Ở đây có nắng        | Tùng Nhân | Đỗ Nam                | [ 80 ] |
| 2018 | Xưởng 13             | Phúc      | Phan Minh             | [ 81 ] |

### Sân khấu
| Năm  | Vở kịch                     | Vai diễn          | Tác giả                                 | Đạo diễn                   | Ct.     |
| ---- | --------------------------- | ----------------- | --------------------------------------- | -------------------------- | ------- |
| 2008 | Trong hào quang bóng tối    | Inaxio            | Trần Minh Ngọc                          | Lý Khắc Lynh               | [ 2 ]   |
| 2009 | Biển                        | —                 | Lê Duy Hạnh                             | Trần Ngọc Giàu             | [ 82 ]  |
| 2009 | Nếu như yêu                 | —                 | Vương Huyền Cơ                          | Trần Minh Ngọc             | [ 83 ]  |
| 2010 | Xin lỗi em chỉ là...        | Hà Niệm Bân       | Trang Hạ                                | Hoàng Vũ                   | [ 84 ]  |
| 2010 | Những người độc thân        | Tân               | Năm Châu                                | Công Ninh                  | [ 85 ]  |
| 2010 | Người đàn ông của trời      | Lê Huân           | Đức Thịnh                               | Đức Thịnh                  | [ 86 ]  |
| 2011 | Một mảnh đàn bà             | Cao Anh           | Hạnh Thúy                               | Nguyễn Trung               | [ 87 ]  |
| 2011 | Sống thử                    | —                 | —                                       | Công Ninh                  | [ 88 ]  |
| 2011 | Phía sau cơn bão            | —                 | Nguyễn Thu Phương                       | Nguyễn Thu Phương          | [ 89 ]  |
| 2012 | Tình nhân đến với tình nhân | Bác sĩ Thanh Luân | Trần Khiết                              | Lương Duyên                | [ 90 ]  |
| 2013 | Gương mặt kẻ khác           | Chương – Bạch     | Bích Ngân                               | Trần Minh Ngọc             | [ 91 ]  |
| 2013 | Nơi tình yêu bắt đầu        | —                 | Thanh Tùng – Tiến Ðạt                   | Hồng Dung                  | [ 92 ]  |
| 2013 | Dạ cổ hoài lang             | —                 | Thanh Hoàng                             | Công Ninh                  | [ 93 ]  |
| 2014 | Sông dài                    | Niễng             | Hà Triều – Hoa Phượng                   | Thành Hội                  | [ 94 ]  |
| 2014 | Phía sau tội ác             | Hậu               | Lê Chí Trung – Vương Huyền Cơ           | Nguyễn Thành Chánh Trực    | [ 95 ]  |
| 2014 | Thiên Thiên                 | —                 | Việt Linh                               | Việt Linh – Phạm Hoàng Nam | [ 96 ]  |
| 2017 | Mơ trăng bóng nước          | Lược              | Hoàng Thái Thanh – Nguyễn Thị Minh Ngọc | Thành Hội                  | [ 97 ]  |
| 2017 | Màu son cũ                  | Thanh             | Nguyễn Ngọc Tư                          | Ngọc Duyên                 | [ c ]   |
| 2017 | Ngày trở về                 | Lành – Quân       | Nguyễn Dậu                              | Ngọc Duyên                 | [ c ]   |
| 2018 | Đời như ý                   | Hai Đời           | Nguyễn Ngọc Tư                          | Bùi Quốc Bảo               | [ 100 ] |
| 2018 | Người tình không đến        | Thanh Tùng        | Tùng Phi – Tiến Đạt                     | Minh Tuấn                  | [ d ]   |
| 2018 | Xuân hạ thu đông            | Hạ                | Minh Tuấn                               | Minh Tuấn                  | [ d ]   |
| 2022 | Nửa đời hương phấn          | Tùng              | Hà Triều – Hoa Phượng                   | Hoàng Thái Thanh – Ái Như  | [ 103 ] |
| 2022 | Câu hát tìm nhau            | Ông Thân          | Nguyễn Thu Phương                       | Thái Kim Tùng              | [ 21 ]  |

### Chương trình truyền hình
| Năm  | Lễ trao giải / Chương trình             | Vai trò                                | Ghi chú        | Kênh  | Ct.     |
| ---- | --------------------------------------- | -------------------------------------- | -------------- | ----- | ------- |
| 2014 | Ơn giời cậu đây rồi!                    | Khách mời                              | Mùa 1 – Tập 8  | VTV3  | [ 104 ] |
| 2015 | Người bí ẩn                             | Tham gia cùng Anh Thư                  | Mùa 2 – Tập 11 | HTV7  | [ 105 ] |
| 2015 | Solo cùng Bolero                        | Dẫn chương trình cùng Lê Phương        | —              | THVL1 | [ 106 ] |
| 2016 | Tình Bolero                             | Thí sinh                               | —              | THVL1 | [ 4 ]   |
| 2016 | Cùng nhau tỏa sáng                      | Giám khảo                              | Tập 8–9        | THVL1 | [ 107 ] |
| 2016 | Đàn ông phải thế                        | Tham gia cùng Mỹ Uyên                  | Tập 10         | HTV7  | [ 108 ] |
| 2016 | Solo cùng Bolero                        | Dẫn chương trình cùng Trác Thúy Miêu   | —              | THVL1 | [ 25 ]  |
| 2017 | Ca sĩ bí ẩn                             | Tham gia cùng Tường Vi                 | Tập 1          | HTV7  | [ 109 ] |
| 2017 | Người bí ẩn                             | Tham gia cùng Minh Hằng                | Mùa 4 – Tập 3  | HTV7  | [ 110 ] |
| 2018 | Vui xuân cùng Bolero                    | Tham gia cùng Lâm Ngọc Hoa, Bằng Cường | Tập 1          | THVL1 | [ 111 ] |
| 2018 | Chuyện tối nay với Thành                | Khách mời                              | Tập 17         | BRT   | [ 112 ] |
| 2018 | Liên hoan phim quốc tế Hà Nội lần thứ 5 | Dẫn chương trình cùng Diễm Trang       | —              | VTV2  | [ 113 ] |
| 2018 | Giải Mai Vàng lần thứ 23                | Dẫn chương trình cùng Phạm Hương       | —              | VTV9  | [ 28 ]  |
| 2019 | Thay lời muốn nói                       | Dẫn chương trình cùng Thanh Phương     | —              | HTV9  | [ 27 ]  |
| 2020 | Studio H9 - Hẹn cuối tuần               | Khách mời                              | Tập 41         | HTV7  | [ 114 ] |
| 2020 | Ngôi sao đương thời                     | Khách mời                              | Tập 4          | THVL1 | [ 15 ]  |
| 2021 | Chơi phải thắng                         | Tham gia cùng Tố My                    | Tập 11         | THVL1 | [ 115 ] |
| 2022 | Tình Bolero                             | Giám khảo                              | Tập 5          | THVL1 | [ 116 ] |
| 2022 | Người kể chuyện tình                    | Trợ diễn                               | —              | THVL1 | [ 117 ] |
| 2022 | Giải Mai Vàng lần thứ 27                | Dẫn chương trình cùng Hồng Phượng      | —              | VTV9  | [ 29 ]  |

## Giải thưởng và đề cử
| Năm  | Lễ trao giải                                                                            | Hạng mục                                        | Tác phẩm                    | Kết quả         | Ct.             |
| ---- | --------------------------------------------------------------------------------------- | ----------------------------------------------- | --------------------------- | --------------- | --------------- |
| 2008 | Liên hoan sân khấu thử nghiệm toàn quốc lần 1                                           | Diễn viên xuất sắc                              | Trong hào quang bóng tối    | Đoạt giải       | [ 2 ] [ 11 ]    |
| 2012 | HTV Awards                                                                              | Nghệ sĩ hài và kịch nói được yêu thích nhất     | —                           | Đoạt giải       | [ 118 ]         |
| 2012 | Giải Cánh diều                                                                          | Nam diễn viên phim truyền hình xuất sắc         | Bước qua bóng tối           | Đoạt giải       | [ 14 ]          |
| 2012 | Giải Mai Vàng                                                                           | Nam diễn viên sân khấu                          | Tình nhân đến với tình nhân | Đề cử           | [ 119 ]         |
| 2013 | HTV Awards                                                                              | Nam diễn viên chính được yêu thích nhất         | Bước qua bóng tối           | Đề cử           | [ 120 ]         |
| 2014 | Ngôi Sao Xanh                                                                           | Nam diễn viên phim truyền hình xuất sắc         | Sông dài                    | Đoạt giải       | [ 121 ]         |
| 2014 | Giải Mai Vàng                                                                           | Nam diễn viên điện ảnh truyền hình              | Quả tim máu                 | Đề cử           | [ 122 ]         |
| 2015 | Liên hoan nghệ thuật sân khấu toàn quốc về "Hình tượng người chiến sỹ CAND" lần thứ III | Diễn viên xuất sắc                              | Phía sau tội ác             | Huy chương vàng | [ 123 ]         |
| 2016 | Ngôi Sao Xanh                                                                           | Nam diễn viên truyền hình được yêu thích nhất   | Sông phố nhà ghe            | Đề cử           | [ 124 ] [ 125 ] |
| 2017 | Liên hoan phim Việt Nam lần thứ 20                                                      | Nam diễn viên chính xuất sắc                    | Bao giờ có yêu nhau         | Đoạt giải       | [ 18 ]          |
| 2017 | Hội Điện ảnh Thành phố Hồ Chí Minh                                                      | Nam diễn viên chính xuất sắc nhất phim điện ảnh | Bao giờ có yêu nhau         | Đoạt giải       | [ 19 ]          |
| 2017 | Giải Mai Vàng                                                                           | Nam diễn viên điện ảnh – phim truyền hình       | Bao giờ có yêu nhau         | Đề cử           | [ 126 ]         |
| 2018 | Liên hoan Kịch nói toàn quốc 2018                                                       | Diễn viên xuất sắc                              | Gương mặt kẻ khác           | Huy chương vàng | [ 20 ]          |
| 2022 | Liên hoan sân khấu Thủ đô lần 5                                                         | Diễn viên xuất sắc                              | Câu hát tìm nhau            | Huy chương vàng | [ 21 ]          |

### Danh hiệu
- Nghệ sĩ ưu tú (2023).[5]